# Dries van Agt
Andreas Antonius Maria "Dries" van Agt ( udtale ?; født 2. februar 1931 i Geldrop øst for Eindhoven, død 5. februar 2024) var en hollandsk politiker, jurist og diplomat, der var Hollands premierminister fra 19. december 1977 til 4. november 1982. Han var en fremtrædende leder af Katholieke Volkspartij (Det katolske folkeparti, KVP) og senere dets efterfølgerparti, Christen-Democratisch Appèl (Kristendemokratisk appel, CDA).
Van Agt studerede jura ved Radboud Universiteit i Nijmegen. Han arbejdede som forsvarsadvokat i Eindhoven fra september 1955 til december 1957 og som embedsmand i Landbrugs- og Fiskeriministeriet og Justitsministeriet fra december 1957 til januar. 1968. Van Agt var professor i strafferet og strafferetspleje ved Radboud Universiteit fra januar 1968 til juli 1971 og dommer ved byretten i Arnhem fra april 1970 til maj 1971. Efter parlamentsvalget i 1971 blev Van Agt justitsminister i Barend Biesheuvels regering 6. juli 1971. Han blev valgt til Tweede Kamer (underhuset) ved parlamentsvalget i 1972 og var medlem fra 23. januar 1973 til 22. april 1973. Han fortsatte som justitsminister da Joop den Uyls regering blev dannet i 1973 og blev også vicepremierminister 11. maj 1973. Den 10. december 1976 blev Van Agt valgt som den første leder og Lijsttrekker (spidskandidat) for den nydannede Christen-Democratisch Appèl til parlamentsvalget i 1977. Efter valget vendte Van Agt tilbage til Tweede Kamer medlem af Repræsentanternes Hus og blev partiets gruppeformand 8. juni 1977. Han trak sig efterfølgende fra regeringen 8. september 1977. Han dannede regering med lederen afVolkspartij voor Vrijheid en Democratie (Folkepartiet for frihed og demokrati, VVD), Hans Wiegel og blev premierminister i Holland 19. december 1977.
Ved parlamentsvalget i 1981 var van Agt igen CDA's lijsttrekker, og efter valget dannede han regering med Joop den Uyl fra Partij van de Arbeid (Arbejderpartiet, PvdA) og fortsatte som premierminister for en anden periode. Regeringen gik af efter syv måneder og blev erstattet med et forretningsministerium hvor Van Agt fortsatte som premierminister og desuden var udenrigsminister fra 29. maj 1982. Ved parlamentsvalget i 1982 var van Agt igen lijsttrekker, men kort efter valget meddelte han uventet, at han trak sig som leder, og at han ikke ville tage endnu en periode som premierminister. Van Agt forlod embedet efter 4. november 1982 og Ruud Lubbers fra CDA blev ny premierminister, men van Agt fortsatte i Tweede Kamer.
Van Agt fortsatte med at være aktiv i politik og blev i maj 1983 nomineret som Dronningens Kommissær i Noord-Brabant, et embede han tiltrådte 1. juni 1983. Van Agt var Den Europæiske Unions ambassadør i Japan fra 1. januar 1987 til 1. januar 1990, og derefter Den Europæiske Unions ambassadør i USA indtil 1. april 1995. Han trak sig tilbage fra aktiv politik som 64-årig, men forblev aktiv i flere statslige kommissioner og råd. Han var også gæsteprofessor ved flere universiteter frem til 2004.
Van Agt fortsatte med at kommentere politiske anliggender som statsmand, indtil han fik en større hjerneblødning i maj 2019, som tvang ham til at gennemgå rehabilitering. Han døde sammen med sin kone med brug af aktiv dødshjælp 5. februar 2024.